# Giuseppe Cerutti (politico)
Giuseppe Cerutti (Borgomanero, 6 febbraio 1938) è un politico italiano.

## Biografia
Laureato in architettura e libero professionista. Esponente del Partito Socialista Democratico Italiano, è stato sindaco della città di Borgomanero; nel 1980 viene eletto consigliere regionale in Piemonte, confermando il proprio seggio anche nel 1985.
È stato eletto deputato per la prima volta nel 1987 e a Montecitorio fa parte della Giunta per le elezioni. Nel 1989 aderisce a Unità e Democrazia Socialista, una scissione dal PSDI che lo porta a confluire nel Partito Socialista Italiano. Con tale formazione viene rieletto alla Camera dei deputati nel 1992, nella XI legislatura è presidente della Commissione ambiente, territorio e lavori pubblici di Montecitorio. Termina il mandato parlamentare nel 1994. 
È rieletto consigliere comunale a Borgomanero dal 2002 al 2008, è stato anche vicesindaco dal 2007 al 2009 e assessore all'Attuazione del programma, Bilancio e Tributi, Attività economiche, produttive e finanziarie dal 2009 al 2012. Presidente della SITAF S.p.A. (Società Italiana per il Traforo Autostradale del Fréjus) dal 2002 al 2017.